# 10183 Ампере
10183 Ампере (1996 GV20, 1982 BT12, 1989 EG2, 10183 Ampère) — астероїд головного поясу.
Тіссеранів параметр щодо Юпітера — 3,604.